# Villa Concepción del Tío
Villa Concepción del Tío é um município da província de Córdova, na Argentina.